# Transició superconductor-aïllant
La transició superconductor-aïllant és un exemple de transició de fase quàntica, després d'ajustar algun paràmetre a l'Hamiltonià, es produeix un canvi espectacular en el comportament dels electrons. La naturalesa de com es produeix aquesta transició es discuteix, i molts estudis busquen entendre com el paràmetre d'ordre, {\displaystyle \Psi =\Delta \exp(i\theta )}, canvis. Aquí {\displaystyle \Delta } és l'amplitud del paràmetre d'ordre, i {\displaystyle \theta } és la fase. La majoria de les teories impliquen o bé la destrucció de l'amplitud del paràmetre d'ordre - per una reducció de la densitat d'estats a la superfície de Fermi, o per la destrucció de la coherència de fase; que resulta de la proliferació de vòrtexs.

Unió túnel superconductor: Il·lustració d'una unió túnel superconductora de pel·lícula fina (STJ). El material superconductor és blau clar, la barrera del túnel aïllant és negra i el substrat és verd.

## Destrucció de la superconductivitat
En dues dimensions, el tema de la superconductivitat esdevé molt interessant perquè l'existència d'un veritable ordre de llarg abast no és possible. A la dècada de 1970, J. Michael Kosterlitz i David J. Thouless (juntament amb Vadim Berezinski) van demostrar que podria existir un tipus diferent d'ordre de llarg abast - ordre topològic - que mostrava correlacions de llei de potència (és a dir, mesurant la funció de correlació de dos punts). {\displaystyle \langle \Psi (0)\Psi (r)\rangle \propto r^{-\gamma }} decau algebraicament).
Aquesta imatge canvia si s'inclou el trastorn. Es pot obtenir el comportament de Kosterlitz-Thouless, però les fluctuacions del paràmetre d'ordre es milloren molt i la temperatura de transició es suprimeix.
El model a tenir en compte per entendre com es produeix la superconductivitat en un superconductor bidimensional desordenat és el següent. A altes temperatures, el sistema es troba en estat normal. A mesura que el sistema es refreda cap a la seva temperatura de transició, els grans superconductors comencen a fluctuar dins i fora de l'existència. Quan un d'aquests grans "apareix" a l'existència, s'accelera sense dissipació durant un temps {\displaystyle \tau } abans de tornar a l'estat normal. Això té l'efecte d'augmentar la conductivitat fins i tot abans que el sistema s'hagi condensat a l'estat superconductor. Això va augmentar la conductivitat per sobre {\displaystyle T_{c0}} s'anomena paraconductivitat, o conductivitat de fluctuació, i va ser descrita correctament per primera vegada per Lev G. Aslamazov i Anatoly Larkin. A mesura que el sistema es refreda més, la vida útil d'aquestes fluctuacions augmenta i es fa comparable a l'hora de Ginzburg-Landau.
{\displaystyle \tau _{\mathrm {GL} }={\frac {\pi \hbar }{8k_{\mathrm {B} }(T_{\mathrm {c} 0}-T)}}}
Finalment, l'amplitud {\displaystyle \Delta } del paràmetre d'ordre esdevé ben definit (és diferent de zero allà on hi hagi pegats superconductors) i pot començar a suportar fluctuacions de fase. Aquestes fluctuacions de fase s'instal·len a una temperatura més baixa i són causades per vòrtex, que són defectes topològics en el paràmetre d'ordre. És el moviment dels vòrtexs el que dóna lloc a la inflació de la resistència per sota {\displaystyle T_{\mathrm {c} 0}}. Finalment, el sistema es refreda encara més, per sota de la temperatura de Kosterlitz-Thouless {\displaystyle T_{\mathrm {c} }}, tots els vòrtexs lliures s'uneixen en parells vòrtex-antivòrtex, i els sistemes assoleixen un estat amb resistència zero.

## Camp magnètic finit
Refrigeració del sistema {\displaystyle T=0} i encendre un camp magnètic té certs efectes. Per a camps molt petits ({\displaystyle B<B_{c1}}) el camp magnètic està protegit de l'interior de la mostra. A dalt {\displaystyle B_{c1}} tanmateix, el cost energètic per mantenir fora el camp extern es fa massa gran i el superconductor permet que el camp penetri en fluxons quantificats. Ara el superconductor ha passat a l'"estat mixt", en el qual hi ha un superfluid juntament amb els vòrtexs, que ara només tenen una circulació.
Augmentar el camp afegeix vòrtexs al sistema. Finalment, la densitat dels vòrtexs es fa tan gran que se superposen. El nucli del vòrtex conté electrons normals (és a dir, l'amplitud del paràmetre d'ordre superconductor és zero), de manera que quan es superposen, la superconductivitat es mata destruint l'amplitud del paràmetre d'ordre. Augmentar encara més el camp condueix a una possibilitat molt interessant -en dues dimensions on es milloren les fluctuacions- que els vòrtexs es puguin condensar en un condensat de Bose, que localitza els parells superconductors.